# الحقيقة أو تجرؤ على فعل هذا؟
الحقيقة أو تجرؤ على فعل هذا؟ وتسمى في العربية الصراحة أو التحدي هي لعبة حفلات شفهية في الغالب تتطلب لاعبَين أو أكثر. يتم منح اللاعبين الاختيار بين الإجابة على سؤال بصدق، أو إجراء «تجرؤ» على فعل شيء ما، يتم تعيين كل منهما بواسطة لاعبِين آخرين. تحظى اللعبة بشعبية خاصة بين المراهقين والأطفال، وتستخدم أحيانًا كمصادرة عند المقامرة.

## طريقة اللعب
يتضمن إصدار واحد من اللعبة المجموعة التي تعد أوراق مكتوبة لأسئلة «الحقيقة» أو «تجرؤ»، وهي مطوية وتوضع في كومة. أصغر لاعب يصبح «السائل» ويختار «المجيب»، الذي يجب أن يقرر بين «الحقيقة» و «يجرؤ». ثم يقوم السائل بتحديد ورقة عشوائية من تلك الكومة ويقرأها - إما أن يطرح على المجيب سؤالاً، أو يطلب منه أن يقوم بفعل شئ جرئ.
يجب على اللاعبين أداء الشئ الذي حصلوا عليها، أو الإجابة بصدق على السؤال المطروح. لا يُسمح للاعبين بتغيير رأيهم بشأن اختيار «الحقيقة» أو «التجرؤ» بعد أن تلاهم الورق.

## تاريخ اللعبة

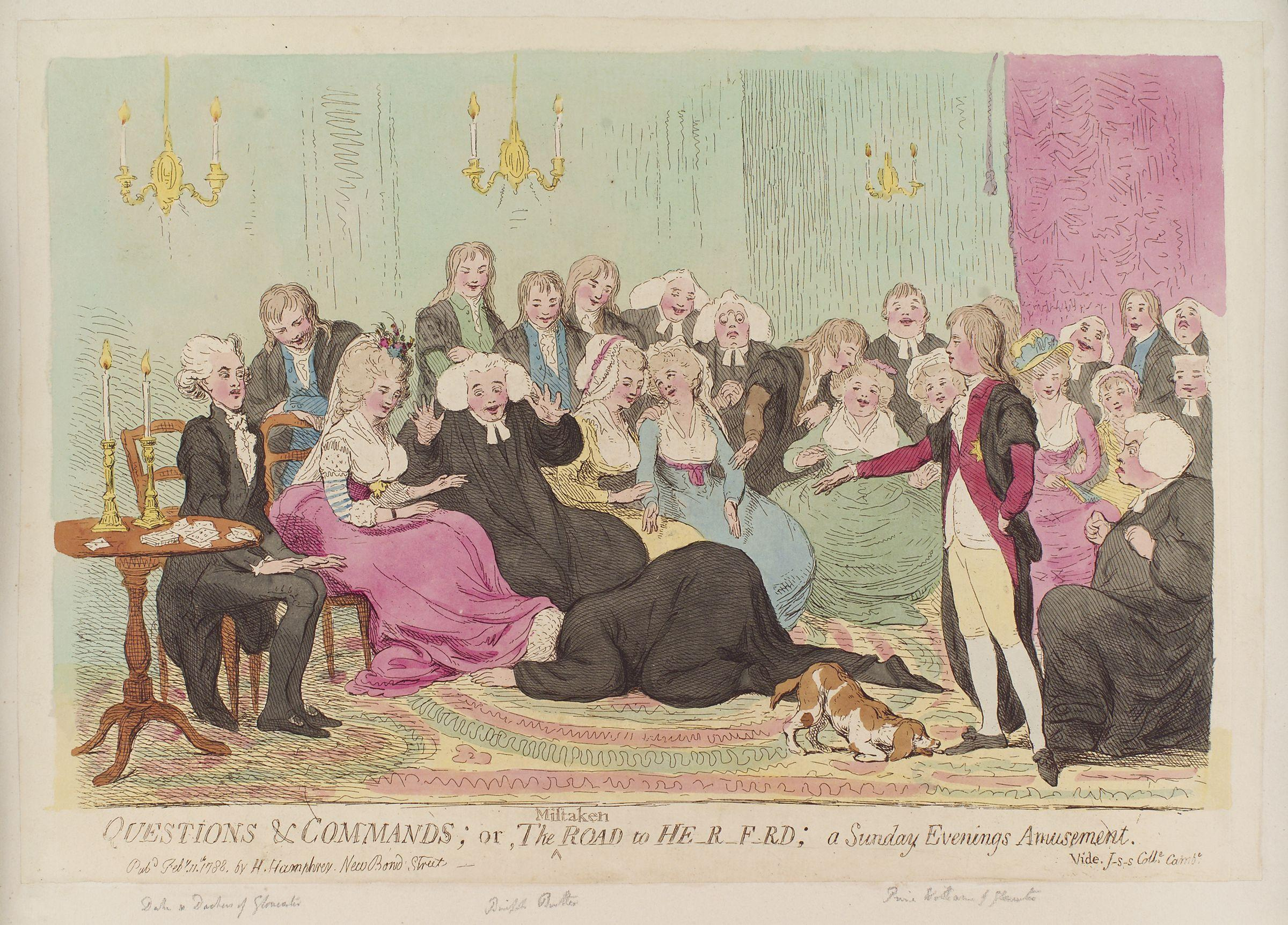
لعبة "أسئلة وأوامر" صورها جيمس جيلراي ، 1788

كانت اللعبة موجودة منذ مئات السنين، مع وجود تغيير واحد على الأقل، «الأسئلة والأوامر»، كانت موجودة تقريباً منذ عام 1712:
الحقيقة أو تجرؤ علي فعل هذا؟ - قد تستمد ألعاب الأسلوب في نهاية المطاف من ألعاب القيادة مثل باسييليندا اليونانية القديمة (باللغة اليونانية: Βασιλινδα) التي وصفها يوليوس بولوكس، «حيث قيل لنا أن ملكًا، تم انتخابه بالقرعة، أمر رفاقه بما ينبغي عليهم القيام به».